# Temporada del 2018 de pilota valenciana
La temporada del 2018 de pilota valenciana començà de nou amb els pilotaris professionals en situació d'incertesa laboral, ja que llurs contractes amb la Federació de Pilota Valenciana expiraren el 31 de desembre de 2017 amb la previsió que la Fundació per la Pilota Valenciana assumira les nòmines durant la primera setmana de l'any.

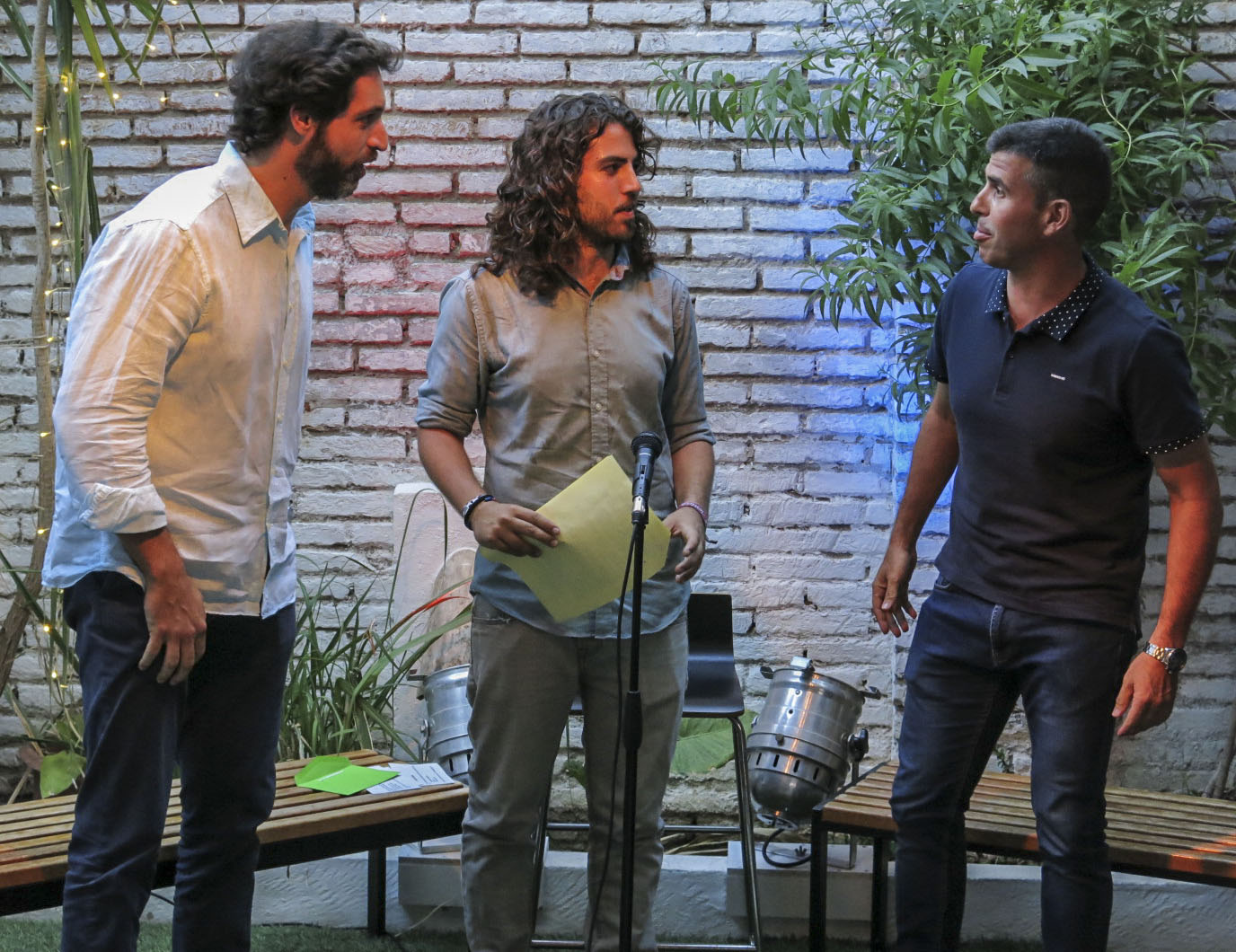
Presentació de PilotaViu en Algemesí

| A    | Esp.    | Figura      | Llinatges                    | Poble                 | Pos.   | Campionats | Subcampionats |
| ---- | ------- | ----------- | ---------------------------- | --------------------- | ------ | ---------- | ------------- |
| 1990 | escala  | Carlos II   | Carlos Sanchis Pou           | el Genovés            | punter | 6          | 4             |
| 1991 | escala  | Puchol II   | Xavier Puchol Cataluña       | Vinalesa              | rest   | 6          | 3             |
| 1981 | escala  | Genovés II  | José Cabanes Corcera         | el Genovés            | rest   | 4          | 2             |
| 1993 | escala  | Pere Roc II | Rodrigo Sebastià Alonso      | Benidorm              | rest   | 3          | 4             |
| 1992 | raspall | Moltó       | Alfonso Moltó Puertas        | Barxeta               | rest   | 2          | 4             |
| 1991 | raspall | Brisca      | Sergi Garcia Sanjuan         | Oliva                 | mitger | 5          |               |
| 1995 | raspall | Ian         | Ian Álvarez Tomàs            | Senyera               | rest   | 3          | 2             |
| 1984 | escala  | Soro III    | Francesc Soro Juan           | Massamagrell          | rest   | 2          | 3             |
| 1999 | raspall | Tonet IV    | Antonio Ordiñana Llopis      | el Genovés            | punter | 2          | 2             |
| 1984 | escala  | Javi        | Javier Sansó León            | Massalfassar          | mitger | 1          | 3             |
| 1982 | escala  | Jesús       | Jesús Cebrià del Rey         | Silla                 | mitger | 2          | 1             |
| 1985 | escala  | Santi       | Santiago Ortuño Orquín       | Finestrat             | mitger | 2          | 1             |
| 1991 | raspall | Canari      | José Luis Planes Tejada      | Xeraco                | mitger | 2          | 1             |
| 2000 | raspall | Mar         | Mar Giménez Gascó            | Bicorb                | rest   | 2          | 1             |
| 1996 | escala  | Francés     | Álvaro José Francés Moreno   | Petrer                | rest   | 1          | 2             |
| 1997 | escala  | De la Vega  | Lluís De la Vega Herrero     | Almussafes            | rest   | 1          | 2             |
| 1994 | raspall | Ricardet    | Josep Llopis Cerdà           | el Genovés            | punter | 1          | 1             |
| 1990 | raspall | Marrahí     | Julio Marrahí Ruano          | Castelló de la Ribera | rest   | 1          | 1             |
| 1977 | raspall | Coeter II   | Francisco Luis Brines Ferrer | Simat                 | mitger |            | 2             |
| 1999 | raspall | Ana de B.   | Ana Puertes Espadas          | Beniparrell           | rest   | 2          |               |
| 1976 | frontó  | Adrián II   | Adrián Celda García          | Museros               | rest   | 1          |               |

## Cronologia
- 9 de gener: Moltó de Barxeta anuncià la intenció de retirar-se durant tres mesos.[2]
- 17 de gener: Pablo de Borriol fon operat del muscle dret a Barcelona.[3]
- 18 de gener: el Villareal CF presentà Puchol II com a ambaixador de la pilota per a Castelló.[4]
- 20 de gener: Miguel, Héctor i Tomàs II guanyaren un desafiament de tres mil euros contra Pere Roc II i Santi a Pedreguer.[5]
- 25 de gener: Pigat II fon operat del muscle dret a Barcelona.[6]
- 27 i 28 de gener: Titín III i Xala jugaren sengles partides d'exhibició a Alfafar i Xest.[7]
- 1 de febrer: morí l'ex raspaller Antonio de la Granja amb setanta-nou anys.[8]
- 5 de febrer: es presentà el programa Pilota a l'Escola al CEIP Pare Català.[9]
- 10 de febrer: es reinaugurà el trinquet de pilota grossa d'Ondara.[10]
- 13 de febrer: Miguel patí un trencament del gluti i estarà un mes de baixa.[11]
- 16 de febrer: morí el mitger benaguasiler Miquel Peris.[12]
- 16 de febrer: León rebé el premi Paco Cabanes el Genovés.[13]
- 22 de febrer: la Fundació per la Pilota feu la presentació oficial.[14]
- 24 de febrer: PilotaViu (abans PilotaVeu) celebrà la tercera trobada de col·laboradors.[15]
- 26 de febrer: es feu pública la posada en venda del trinquet d'Algemesí.[16]
- 1 de març: Guille d'Alzira feu pública la seua retirada com a professional.[17]
- 7 de març: la Fundació revertí la prohibició de buscar el tanto a les galeries per a les partides del dia.[18]
- 8 de març: el trinquet de Bellreguard oferí una partida de raspall femení amb motiu del Dia Internacional de les Dones.[19]
- 9 de març: la segona edició de la festa Va de Dona se celebrà a Pelayo amb dos partides i un concert de Bajoqueta Rock.[20]
- 22 de març: el periodiste Paco Durà donà el seu arxiu al Museu de la Pilota.[21]
- 27 de març: l'escalater professional Miguel de Petrer anuncià la seua retirada als trenta-huit anys.[22]
- 29 de març: Josep Maria Soriano fon elegit president de la Federació de Pilota Valenciana.[23]
- 5 d'abril: Raül del Genovés fon operat del menisc dret.[24]
- 13 d'abril: Waldo d'Oliva jugà l'última partida com a professional a Piles.[25]
- 20 d'abril: Santi de Silla tornà a jugar després d'estar inactiu per lesió des del 2017.[26]
- 25 d'abril: Genovés I rebé el premi Vicent Ventura en la Nau junt amb el grup Al Tall.[27]
- 7 de juny: Coeter II anuncià la retirada com a professional.[28]
- 23 de juny: Això és com tot presenta el volum de Joc, espai i xarxa dedicat a Manuel.[29]
- 30 de juny: Waldo deixa el càrrec de director de la Fundació.[30]
- 1 d'agost: morí el punter paterner Carboneret II als setanta-tres anys.[31]
- 13 d'agost: Josep de Xeraco també fon operat amb èxit del menisc.[32]
- 14 d'agost: Waldo fon homenatjat a Oliva abans de la final del Gregori Maians.[33]
- 4 d'octubre: Álvaro de Faura i PilotaViu varen rebre sengles Premis al Mèrit Esportiu de la Ciutat de València.[34]
- 7 d'octubre: Paco Genovés rebé la medalla d'or del 150 aniversari de Pelayo.[35]

## Campionats i trofeus
| Fi.   | Competició                               | Mod.    | Guanyadors | Finalistes |
| ----- | ---------------------------------------- | ------- | --- | --- |
| 11/04 | XXXIII Individual Professional masculí   | escala  | Puchol II | Pere Roc II |
| 10/28 | XXXII Individual Professional masculí    | raspall | Moltó | Marrahí |
| 11/25 | Individual Autonòmic de 1a               | frontó  | Alejandro de Paterna                                                                                                   | Pasqual de la Pobla                                                                                                   |
| 11/09 | Individual femení sub-23                 | raspall | Victòria | Mar |
| 03/18 | XXVII Lliga Professional                 | escala  | Pere Roc II, Jesús i Carlos                                                                                            | Francés, Javi i Bueno                                                                                                 |
| 03/25 | XXV Lliga Professional                   | raspall | Ian, Canari i Ricardet                                                                                                 | Moltó, Tonet IV i Lorja                                                                                               |
| 06/30 | I Lliga Bankia d'Elit                    | raspall | Mar i Victòria | Mónica, Anabel i Amparo                                                                                               |
| 07/15 | XI Copa Diputació                        | escala  | Puchol II i Carlos | Pere Roc II i Tomàs II                                                                                                |
| 07/11 | Copa Diputació                           | raspall | Mario i Brisca | Moltó i Néstor |
| 05/18 | III Trofeu Vila-real CF                  | escala  | Puchol II i Santi | Marc, Nacho i Tomàs II                                                                                                |
| 06/01 | V Trofeu Diputació d'Alacant             | escala  | Puchol II, Héctor i Bueno                                                                                              | Pere Roc II, Pere i Carlos                                                                                            |
| 06/24 | 43é Campionat Autonòmic                  | galotxa | Massamagrell (aleví) Moixent (benjamí) El Puig (cadet) Massamagrell (infantil)                                         | Algímia d'Alfara (aleví) El Puig (benjamí) La Pobla de Vallbona (cadet) Montserrat (infantil)                         |
| 07/08 | Lliga a Llargues d'Alacant               | ratlles | Benidorm | El Campello |
| 05/05 | III Trofeu Mixt Masymas                  | escala  | Pere Roc II i Javi | Francés, Jesús i Tomàs II                                                                                             |
| 05/05 | III Trofeu Mixt Masymas                  | raspall | Moltó i Brisca | Ian i Canari |
| 01/13 | 2n Trofeu José Luis López                | escala  | Soro III, Félix i Tomàs II                                                                                             | Puchol II, Raul i Carlos                                                                                              |
| 01/13 | 2n Trofeu José Luis López                | raspall | Sergio, Brisca i Tonet IV                                                                                              | Ian, Coeter II i Seve                                                                                                 |
| 04/14 | XIII Trofeu Universitat de València      | escala  | Pere Roc II, Jesús i Carlos                                                                                            | Puchol II i Héctor |
| 08/14 | XX Trofeu Gregori Maians                 | raspall | Marrahí i Brisca | Moltó i Canari |
| 06/02 | XXI Mancomunitat de la Safor             | raspall | Vercher, Brisca i Josep                                                                                                | Badenes, Coeter II i Canari                                                                                           |
| 02/17 | Trofeu Superdeporte                      | escala  | Genovés II, Santi i Carlos                                                                                             | Soro III i Salva |
| 04/18 | Trofeu Primavera                         | escala  | Puchol II i Carlos | Marc i Santi |
| 05/18 | Trofeu Filósofo                          | raspall | Ian i Tonet IV | Guadi, Seve i Néstor                                                                                                  |
| 07/28 | III Trofeu Ciutat de Torrent             | escala  | Francés, Félix i Monrabal                                                                                              | Puchol II i Nacho |
| 09/14 | Trofeu 600 Anys Generalitat              | raspall | Ian i Canari | Moltó i Tonet IV |
| 10/07 | Trofeu 600 Anys Generalitat              | escala  | Soro III i Raúl | Genovés II, Pere i Monrabal                                                                                           |
| 10/02 | Trofeu Alcaldia de Massamagrell          | escala  | Puchol II i Salva | Soro III i Raül |
| 12/22 | XII Trofeu Mestres                       | escala  | Genovés II, Raül i Tomàs                                                                                               | Pere Roc II i Javi |
| 12/30 | XXIX Trofeu Nadal                        | escala  | Genovés II, Héctor i Carlos                                                                                            | Pablo de Sella, Pere i Tomàs II                                                                                       |
| 01/13 | Supercopa de Ratlles                     | ratlles | Sella | Benidorm |
| 02/11 | Copa Generalitat de frontó               | frontó  | Moro i Alejandro (1a.) Javier, Carles, Joel i Ferran (juv.)                                                            | Pasqual i Zarzo (1a.) Vicent, Jorge i Alejandro (juv.)                                                                |
| 07/08 | 43é Trofeu El Corte Inglés               | galotxa | Alfara de la Baronia (1a) Pepsi Max Onda C (4a)                                                                        | Paddock Riba-roja Pepsi Max Onda C (4a)                                                                               |
| 01/29 | Circuit sub-23 professional              | raspall | Rafa i Ibiza | Salelles i Ricardet                                                                                                   |
| 04/20 | Circuit sub-23 masculí                   | raspall | Ivan d'Ontinyent i Javi d'Oliva                                                                                        | Vicente Sendra i Jorge Sanchis                                                                                        |
| 04/20 | Circuit sub-18 masculí                   | raspall | Joan d'Oliva i Fran de Moixent                                                                                         | Ramon i Jordi Naturil                                                                                                 |
| 02/20 | III Circuit sub-18 femení                | raspall | Erika i Júlia | Lucía i Marta |
| 02/20 | III Circuit sub-23 femení                | raspall | Ana Puertes i Fanni | Anna Sanchis i Amparo                                                                                                 |
| 02/04 | XV Campionat d'Hivern Vall d'Albaida     | raspall | el Genovés (3a) Cocentaina C (4a)                                                                                      | Benicolet (3a) l'Alqueria d'Asnar (4a)                                                                                |
| 02/10 | XX Autonòmic AON                         | escala  | Foios (1a) Paddock Riba-roja B (2a) Llíria B (3a) Trinquet de Torrent F (4a A) La Pobla B (4a B) Dauet Ribera C (vet.) | Baronia (1a) Industa Montcada (2a) Caixa Popular La Pobla (3a) Xilxes B (4a A) Onda C (4a B) Juanjo Tradicions (vet.) |
| 02/17 | VII Individual Autonòmic masculí         | raspall | Perales del Fenollet (1a) Àlex de Polinyà (2a) Carlos de València (3a)                                                 | Raül del Fenollet (1a) Juanjo d'Oliva (2a) Felip de Rafelbunyol (3a)                                                  |
| 02/25 | VII Individual Autonòmic femení          | raspall | Aina de Meliana (prom.) Enri del Campello (4a) Eva de Meliana (vet.) Tamara de Meliana (3a)                            | Laura de l'Alqueria (prom.) Mireia de Borbotó (4a) Jimena d'Oliva (vet.) Clàudia d'Oliva (3a)                         |
| 02/18 | I Trofeu d'Hivern de Llargues            | ratlles | Vilamarxant | CPV Nàquera |
| 03/04 | III Trofeu Individual 4 i Mig            | frontó  | Adrián de Museros (1a) Peluco (2a) Pedro Marco (3a)                                                                    | Dani d'Alginet (1a) De la Vega (lesió) Alfredo Carreto (3a)                                                           |
| 05/20 | Lliga Promeses                           | escala  | Yago, Natxo i Lluís | Àlex de Dénia, Hilari i Àlex d'Onda                                                                                   |
| 05/20 | Lliga 2                                  | escala  | Martí, Àlex A. i Nando                                                                                                 | Julio, Javi Font i Pablo Salvador                                                                                     |
| 04/22 | III 12 Hores de Picanya                  | màdel   | Pollos Planes-Galodasa                                                                                                 | CPV Picanya |
| 05/20 | II Torneig de Carcaixent                 | màdel   | Canalins | Pollos Planes-Galodasa                                                                                                |
| 06/17 | III 12 Hores de Miramar                  | màdel   | JB Publicitat | CPV Picanya |
| 06/30 | II Torneig Ciutat de Carlet              | màdel   | JB Publicitat | Pollos Planes-Galodasa                                                                                                |
| 09/30 | II Torneig de Canals                     | màdel   | JB Publicitat Florestibles (iniciació)                                                                                 | Pollos Planes-Galodasa CPV Canals (iniciació)                                                                         |
| 04/28 | II Lliga Comarcal Marina Alta            | raspall | el Verger | Xàbia B |
| 07/01 | Individual Autonòmic                     | galotxa | Martí I de Montcada (1a) Guillem CPV Meliana (3a A)                                                                    | Xato d'Almenara(1a) Eloi CPV Quart de les Valls (3a A)                                                                |
| 07/12 | Individual sub-18                        | escala  | Jesús Saíz | Vicent Peydro |
| 07/25 | Individual sub-23                        | raspall | Ivan d'Ontinyent | Feo de la Llosa |
| 07/28 | I Trofeu Mixt                            | raspall | | |
| 07/28 | IX Individual Autonòmic                  | escala  | Pasqual | Boni |
| 08/01 | XIV Lliga Juvenil                        | raspall | Murcianet, Marc i Fran                                                                                                 | Marcos, Jorge i Sergio                                                                                                |
| 09/29 | I Campionat                              | grossa  | Artistes (cadets) Murla (Veterans A) Parcent (Veterans B) Germán i Moisés (séniors)                                    | Kilian i Kiko (cadets) Jose Ángel i Moisés (Veterans A) Parcent (Veterans B) Camarasa i Jose Ángel (séniors)          |
| 09/07 | VI Trofeu de Festes de Sueca             | escala  | Giner, Tomàs i Monrabal                                                                                                | De la Vega, Pere i Carlos                                                                                             |
| 09/09 | XIII Trofeu Diputació de València        | frontó  | De la Vega i Carlos Massalfassar                                                                                       | Genovés II i Adrián Museros                                                                                           |
| 09/21 | X Trofeu Diputació de Castelló           | escala  | Genovés II, Raul i Carlos                                                                                              | Soro III i Javi |
| 09/28 | Circuits de Tecnificació                 | escala  | Hilari de Beniparrell i Carlos d'Alfarb (sub-18) David d'Algímia i Àlex de Vinalesa (sub-23)                           | Vicent de Vinalesa i Edu de Benaguasil (sub-18) Martí de Montcada i Nando d'Alfarb (sub-23)                           |
| 10/14 | V Supercopa                              | escala  | Galadtrans Foios | Carn. Amalia Quart de les Valls                                                                                       |
| 10/14 | I Campionat de la JCF                    | màdel   | Carabasses - En Gall                                                                                                   | Mercat de Castella |
|       | XXII Campionat Faller                    | escala  | | |
| 12/02 | Campionat Autonòmic Interpobles masculí  | galotxa | Montserrat | Beniparrell |
| 11/25 | Individual Autonòmic de 2a               | frontó  | Cervera | Dani d'Alginet |
| 12/02 | Campionat Autonòmic Interpobles femení A | galotxa | Caixa Popular Godelleta C                                                                                              | Cent Duros Borbotó B                                                                                                  |
| 12/02 | Campionat Autonòmic Interpobles femení B | galotxa | CPV Meliana | Caixa Popular Pobla de Vallbona C                                                                                     |
| 12    | XX Autonòmic femení per parelles (1a)    | raspall | Rafelbunyol (Mar i Victoria)                                                                                           | Beniparrell (Ana i Noelia)                                                                                            |
| 12    | XX Autonòmic femení per parelles (2a)    | raspall | Irene i Adriana | Maria i Júlia |
| 12    | XX Autonòmic femení per parelles (3a)    | raspall | Lucia i Noelia | Cristina i Miranda |